# Macrozamia riedlei
Macrozamia riedlei är en kärlväxtart som först beskrevs av Charles Gaudichaud-Beaupré, och fick sitt nu gällande namn av Charles Austin Gardner. Macrozamia riedlei ingår i släktet Macrozamia och familjen Zamiaceae. IUCN kategoriserar arten globalt som livskraftig. Inga underarter finns listade i Catalogue of Life.

## Bildgalleri

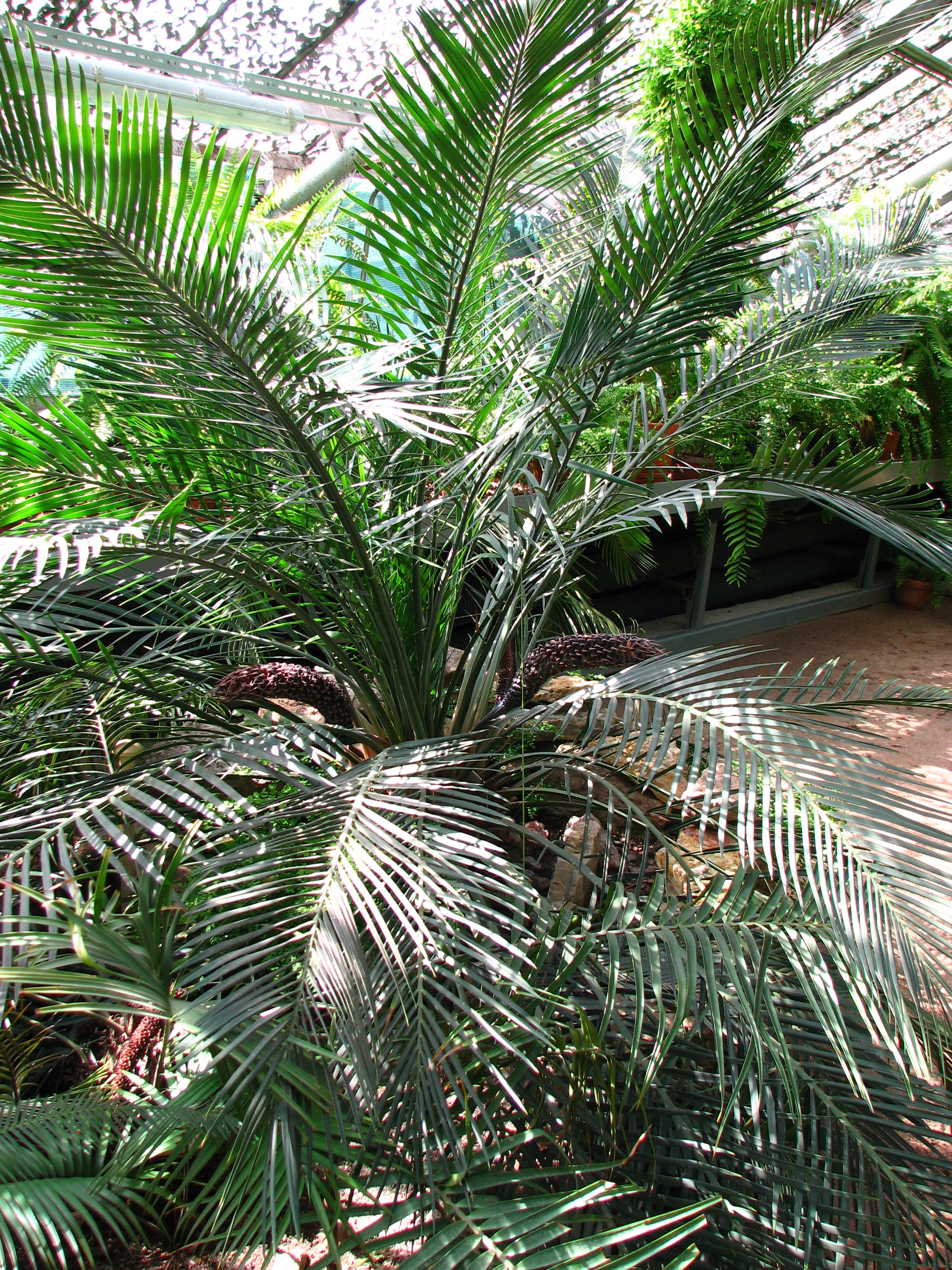
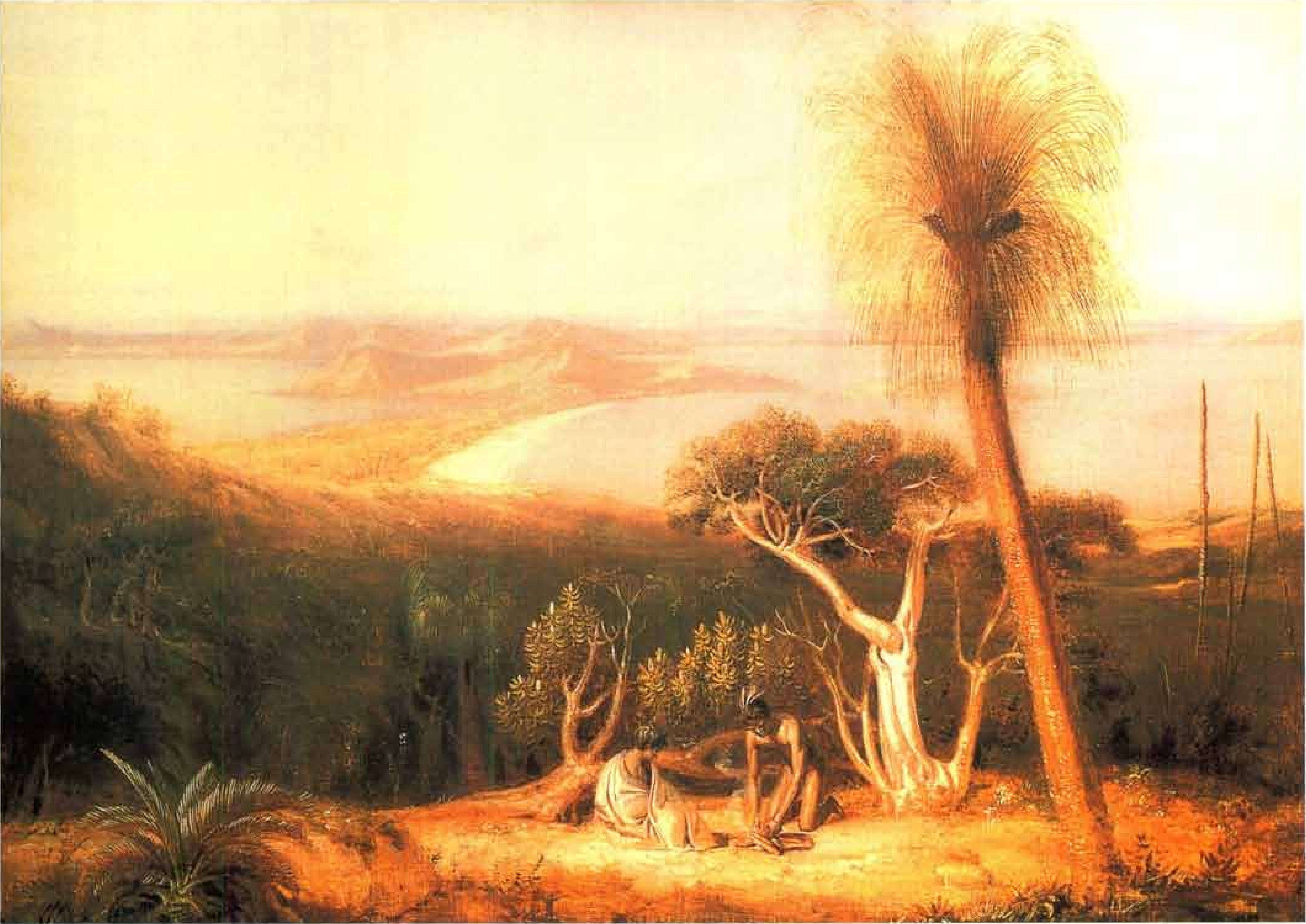
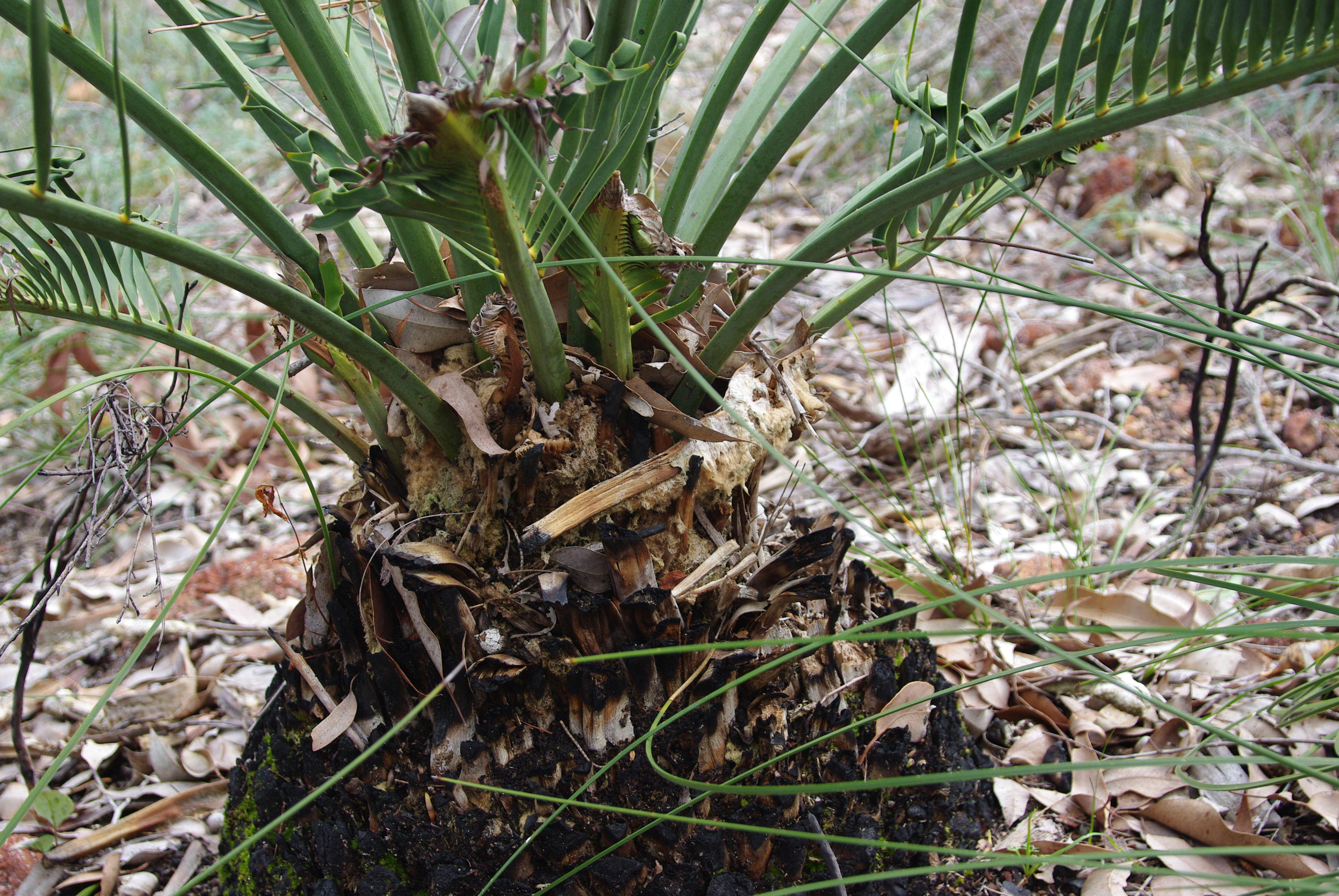
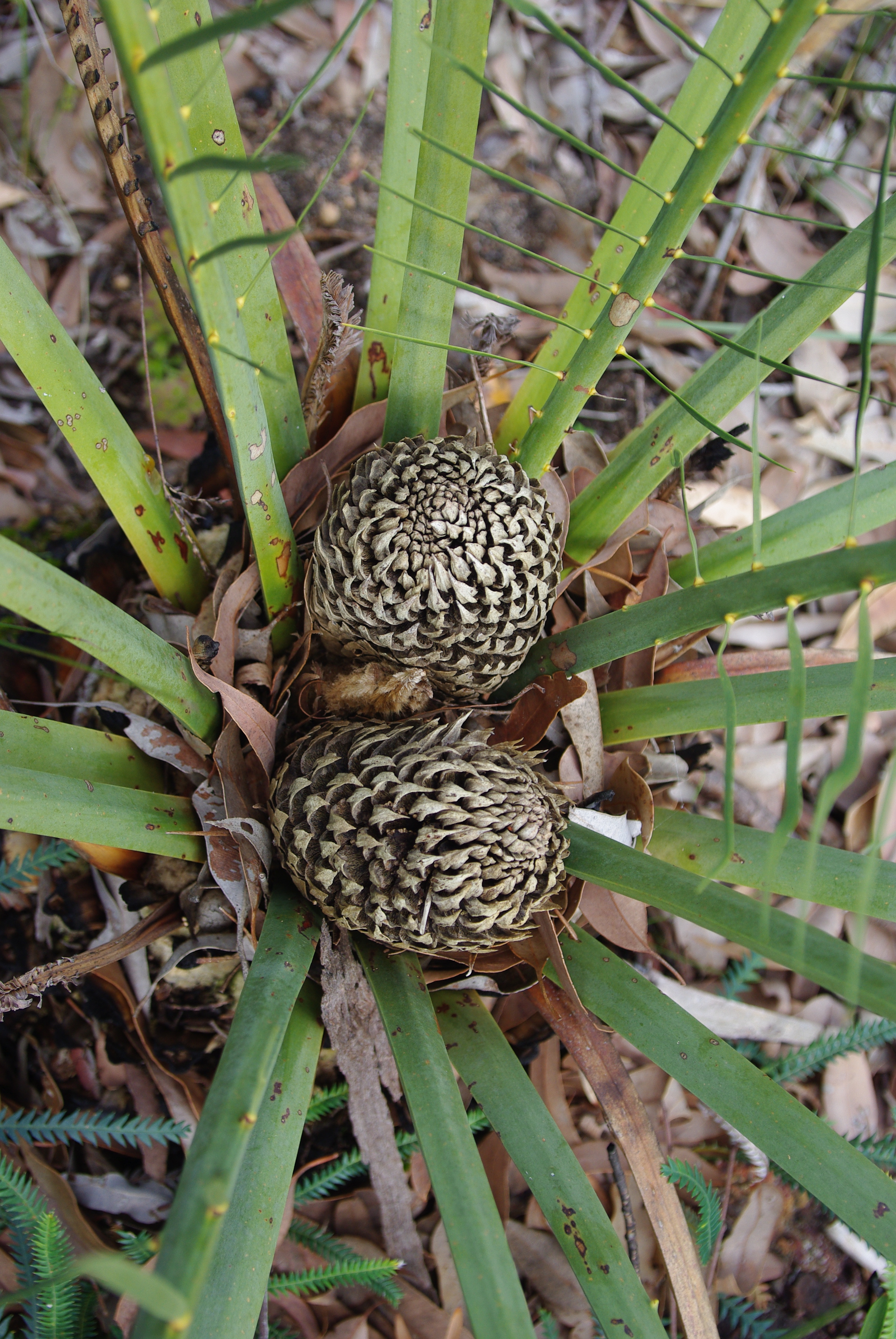
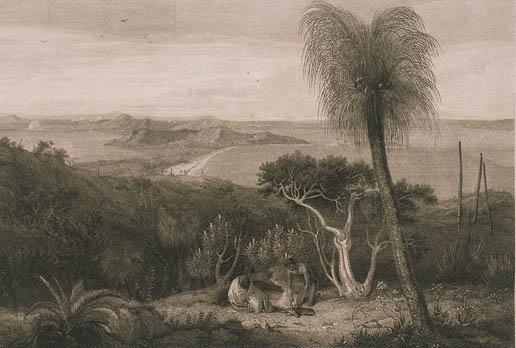
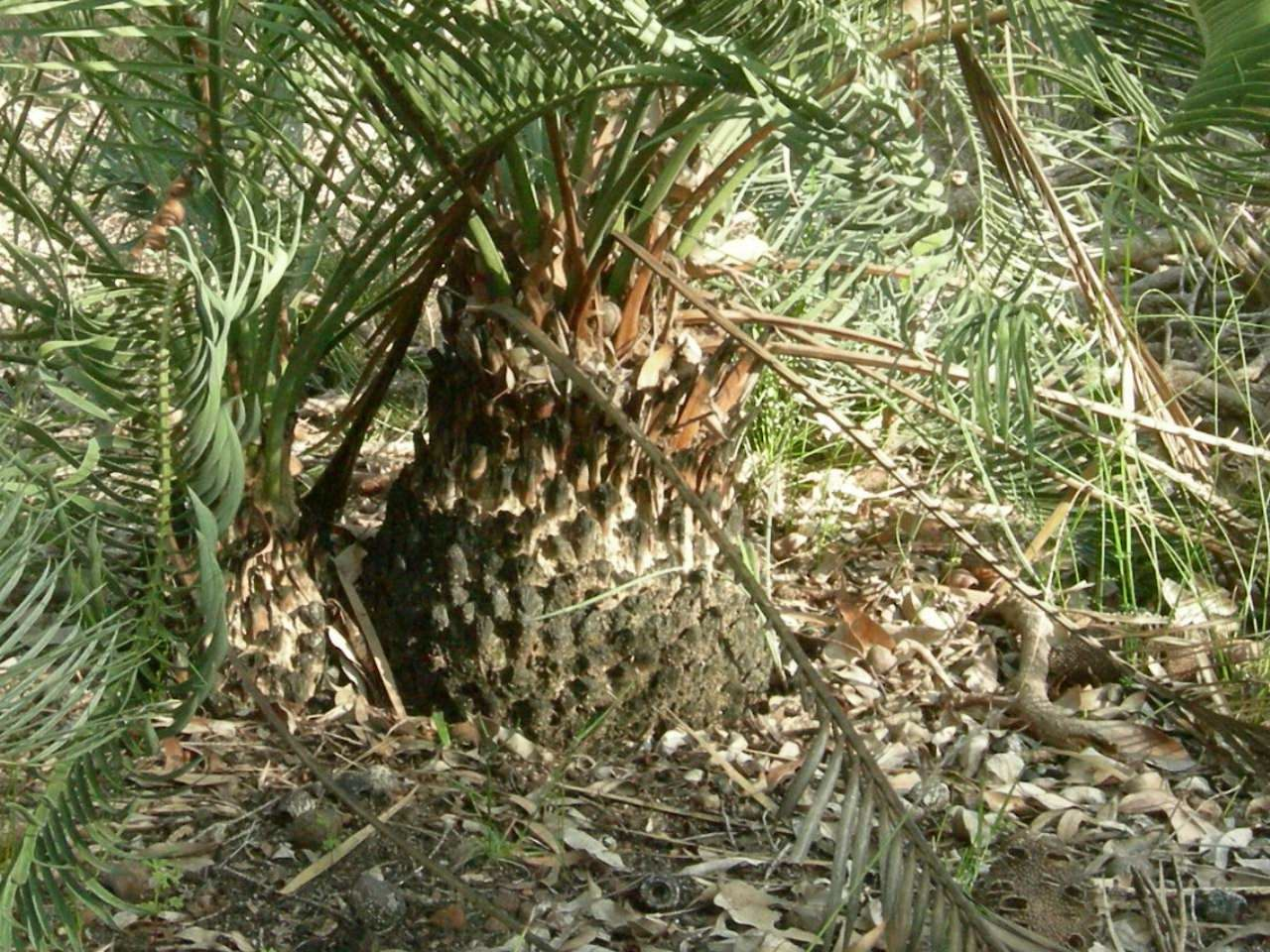